# I’m the Man (singel Fabolousa)
I'm The Man – siódmy i ostatni singel rapera Fabolousa promujący jego czwarty album From Nothin' to Somethin'.